# フェルナンド・カブサッキ
フェルナンド・カブサッキ（Fernando Kabusacki、1965年 - ）は、アルゼンチン・ロサリオ出身の“アルゼンチン音響派”を代表するギタリスト。

## 概要・来歴
1965年、アルゼンチン・ロサリオ生まれ。5歳の時に手にした2弦ギターをきっかけにギターを始める。
10代でパンクと出会い、バンドを結成。
1988年に渡英し、キング・クリムゾンのロバート・フリップ創設のワークショップへの参加。リーグ・オブ・クラフティ・ギタリスツ（LCG）の一員としてフリップの世界ツアーにも度々帯同した。
1991年より、ブエノスアイレスのフィルム・アーカイヴと共同で、無声映画のサウンドトラックを即興演奏する不定形のプロジェクト、ナショナル・フィルム・チェンバー・オーケストラを立ち上げる。
1992年、LCGの主要メンバーのエルナン・ヌニェスとスティーヴ・ボールとともに、ベルリンでロス・ガウチョス・アレマネス（以下LGA）を結成。断続的に活動を継続している。LGA以外でも活発に活動。
1995年からフォルクローレ・シンガー、リリアナ・エレーロのバンドでギタリストを務める。
1998年には初のソロ・アルバム『Houses I』を発表。この頃からアレハンドロ・フラノフ、ファナ・モリーナ、モノ・フォンタナらと頻繁に共演を重ね、お互いの作品に参加するようになる。
2002年には、ファナ・モリーナのサポート・ギターとして初来日も果たした。関連作品も次々に紹介され、「アルゼンチン音響派」の最重要人物として一躍注目を集める。これをきっかけに日本の様々なアーティストとの交流を深め、山本精一や勝井祐二をはじめ、大友良英、原田郁子、バッファロー・ドーター、UAらと積極的にコラボレーション、共演を行なっている。
1998年から2011年の『LUCK』まで、多数のソロ・アルバム、コラボレーション・アルバムを発表。また、長短編映画やアニメーションのための作曲も多数行っている。

## 作品

### アルバム
- Kabusacki | Houses I  （1998年）
- Kabusacki | The Planet... and its beings （2000年）
- Kabusacki III | Luz de Oro de Chiporrita （2002年）
- Kabusacki 4.5 | Together （2003年）
- Kirie: Kabusacki Tokyo Session （2004年）
- Kabusacki 6.1 | La Maravilla （2005年）
- Kabusacki 7 & 8 | The Flower & The Radio （2006年）
- Kabusacki 9.0 | ND Live （2008年）
- Kabusacki 10 | Luck （2010年）
- Kabusacki 11 | The Champion （2014年）
- Deeper Man （2021年）

### コラボレーション・アルバム
- La National Film Chamber Orchestra plays Murnau´s Faust Live　Kabusacki, Mono Fontana, Mussa Phelps and Ale Franov （2002年）
- Mar Azul　Nuria Martínez / Fernando Kabusacki / Valdo Delgado （2002年）
- Musik From the Red Hills　Nisenson-Kabusacki-Dawidowicz （2002年）
- Live at Kanadean　Kabusacki, Yamamoto, Takashi Kojima and Yoshitake Expe （2004年）
- The 10 Oxherding Pictures　Kabusacki, Kei, Dub Marronics & Yoshitake Expe （2005年）
- Chichipío　Kabusacki, Franov, Katsui, Yamamoto, Fontana, Vázquez （2005年）
- Izumi　Kabusacki, Franov, Katsui, Yamamoto, Fontana, Vázquez （2006年）
- Live at Kinema Club Tokyo　Rovo + Fernando Kabusacki + Santiago Vazquez + Ale Franov （2008年）
- Commendatore　Los Gauchos Alemanes （2008年）
- Al limiti del mondo　Fernando Kabusacki and Fernando Samalea （2011年）
- coincidencia　Jyoji Sawada & Fernando kabusacki （2020年）
- =EP8　Lisandro Aristimuño & Fernando Kabusacki （2021年）